# Luis Fernando Intriago Páez
Luis Fernando Intriago Páez (Guayaquil, 3 agosto 1956) è un presbitero ecuadoriano secolarizzato, parroco della Chiesa di Nostra Signora di Czestochowa dal 1996 al 2013, quando è stato licenziato dalle sue funzioni sacerdotali dall'Arcidiocesi di Guayaquil dopo che erano state sentite le denunce di abusi sessuali. e torturare i minori con una pratica non riconosciuta dalla chiesa, un rito chiamato da Intriago come la dinamica del peccato. È noto anche per essere un leader pro-vita contro l'aborto e per aver portato in Ecuador il Sodalizio di vita cristiana, fondato da Luis Fernando Figari, accusato anche di abusi sessuali su minori.

## Biografia
Luis Fernando Intriago Páez è nato nel 1956 nella città di Guayaquil, in Ecuador, ed è il secondo di quattro fratelli. Si è laureato presso l'Unità Educativa Javier, una scuola a Guayaquil con educazione gesuita.
Dall'età di 18 anni, Intriago visitò frequentemente il Santuario di Schoenstatt a Guayaquil e divenne più vicino alla devozione cattolica facendo parte di un gruppo cristiano per otto anni.

### Vita adulta
In gioventù era estroverso e socievole, amava parlare molto, frequentava spesso feste con i suoi amici e navigava a Montañita e in altri luoghi della penisola di Santa Elena. Quando aveva 26 anni e stava per finire la sua carriera di ingegnere civile e stava per sposare la sua ragazza, Intriago sentiva di essere "invaso da una solitudine mista a vuoto", quindi, poco tempo dopo, in visita al Santuario di Schoenstatt. dopo alcuni minuti di riflessione, se ne andò convinto a dare la vita al sacerdozio.

### Vita sacerdotale

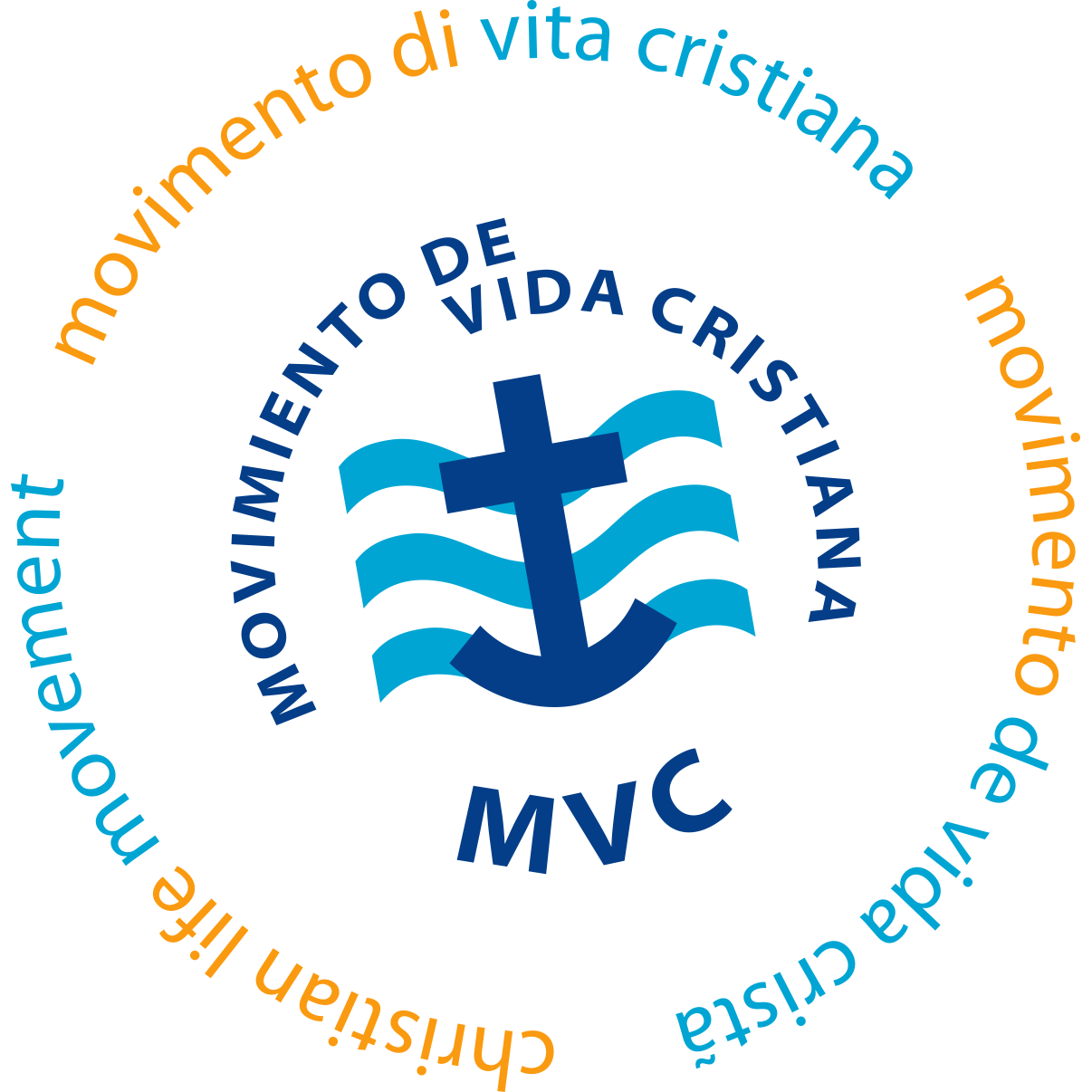
Logo del Movimento di vita cristiana

Intriago era nelle parrocchie dei quartieri di Urdesa e La Alborada de Guayaquil. Dal 1996 è stato parroco della Chiesa di Nostra Signora di Czestochowa, dove ha esercitato il sacerdozio e organizzato le processioni della Settimana Santa, con gruppi religiosi come la Legione di Maria , Montagna chiara, Movimento carismatico, Matrimonio per Cristo, Vita cristiana, tra gli altri.
Nel 2002, Intriago ha portato in Ecuador il gruppo cattolico Movimiento de Vida Cristiana (MVC), che fa parte della società di vita apostolica Sodalicio de Vida Cristiana, nata in Perù e fondata dal laico cattolico di Lima Luis Fernando Figari. Intriago Era un assistente spirituale del gruppo cattolico dove ha dato consigli ai giovani di Guayaquil, che fino al 2005 contava oltre 1.500 membri.

## Scandalo di abusi sessuali e torture di minori

### Sfondo
Nel 2003, è stato ripetutamente rimproverato dalla Congregazione per la Dottrina della Fede per "comportamento omosessuale attivo". I rimproveri sono stati fatti nuovamente nel 2009 a causa dello scandalo che alcuni fedeli hanno causato i loro continui incontri notturni con i giovani. minori.

### Precedenti
È stato accusato di abusi sessuali e torture di minori per mezzo di una pratica non riconosciuta dalla Chiesa cattolica, chiamata "dinamica del peccato", così nel 2013 l'arcivescovo Antonio Arregui lo sospese dalle sue attività sacerdotali. Incontra a Lima il fondatore del Movimento cristiano della vita, Luis Fernando Figari (anch'egli accusato di abusi sessuali su minori), con il quale ha stretto amicizia e per il quale Intriago ha portato quel gruppo cattolico in Ecuador.

### La dinamica del peccato

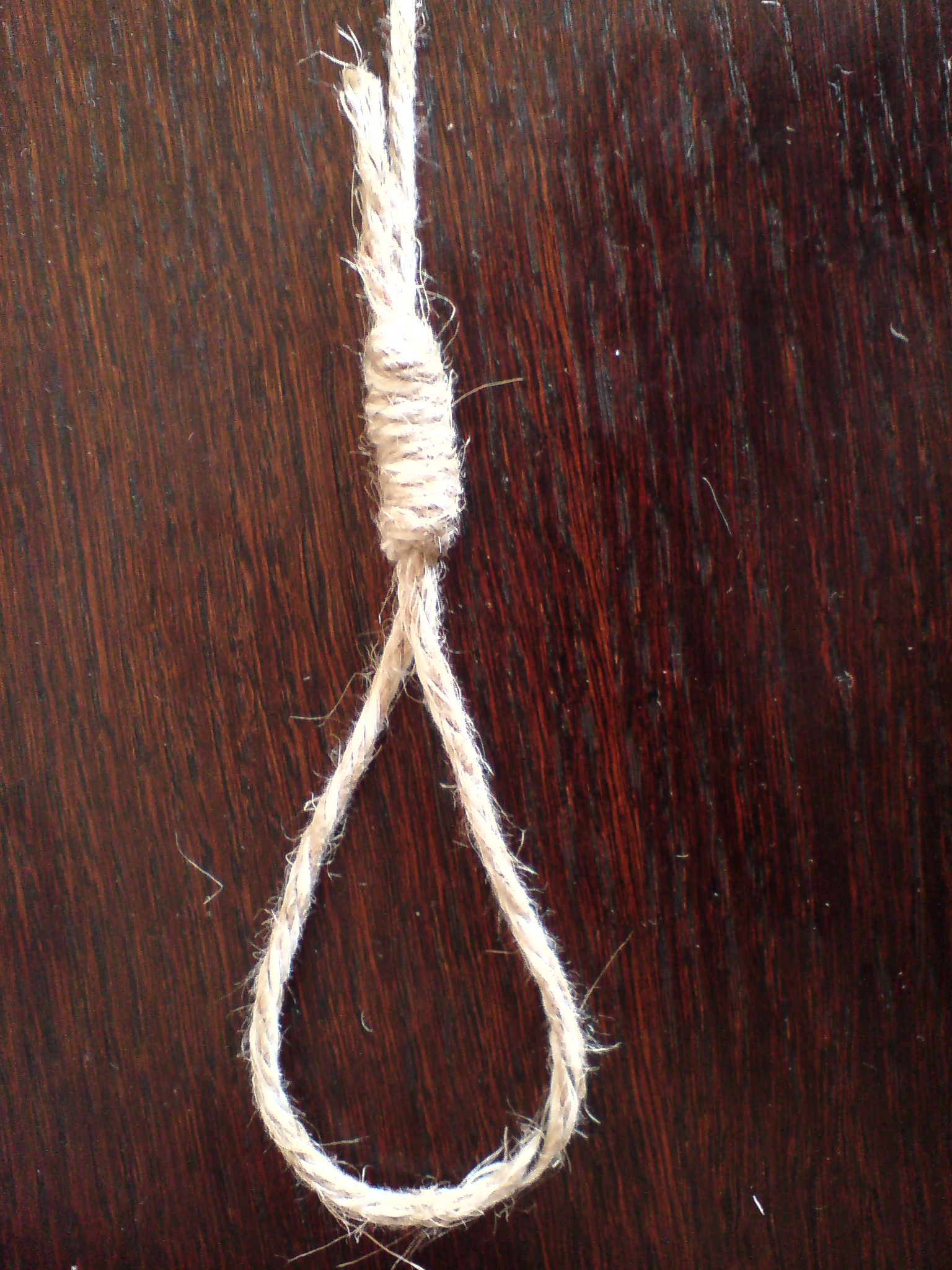
La corda è una delle puntate usate da Intriago nella sua "Dinamica del peccato" per legare e impiccare i minori abusati per immobilizzarli durante la tortura.

Luis Fernando Páez Intriago è stato accusato dal 2013 per abusi sessuali e torture di minori, che con astuzie manipolati a credere che stavano alla scelti, unto, che avrebbero cambiato il mondo e una voce celeste avevano fatto saber.
Dopo convincerli che erano speciale e dopo aver approfondito le loro vite private per sapere come vincere la loro fiducia, come sempre ha scelto a preferenza di ragazzi con la famiglia, economico, emotivo o che hanno parenti con problemi di malattie incurabili, perché con queste caratteristiche i giovani hanno maggiori probabilità di essere manipolato, li ha proposto di effettuare le cosiddette dinamiche del peccato, che consisteva in una serie di eventi e sessioni che spaziano dai più leggeri ai più fuerte.
In questo rito Intriago adempiuto il ruolo del Diavolo e del mondo, e minore compie il ruolo di se stesso come un cattolico cristiano che avrebbe combattuto il mondo e avrebbe dovuto sentire il danno e il dolore causato dal peccato. Questo è come il minore è stato spogliato dei suoi vestiti fino a quando lei era nuda o nudo, bendato, legato mani e piedi, appeso a un tubo e ha subito una serie di torture, tra cui percosse e scosse elettriche. Inoltre, Intriago ha trascorso la sua faccia la barba graffiante e il corpo giovane, applicato chiavi combattendo, si trova in cima a schiacciare tutto ciò che ha fatto mentre era anche nuda, avendo il contatto fisico e l'attrito di piel.
Dopo aver terminato una sessione detto loro che questo è stato, al fine di migliorare il mondo, migliorare la loro vita, la salute di una famiglia in gravi condizioni, tra gli altri problemi che potrebbe accadere, e sempre far loro chiaro che questa dovrebbe mantenere il segreto, uno deve essere compreso tra Intriago, il più giovane età e abusato Dio. Ha giustificato questo segreto con frasi del tipo "che cosa fa la mano sinistra non deve sapere la vostra mano destra, allora non avrebbe capito".

### Denuncia
Nel 2013 il primo a denunciare Intriago per questi atti fu Juan José Bayas, che a quel tempo aveva 23 anni, ma gli atti di abuso e tortura che disse di aver sofferto con la dinamica del peccato erano quando aveva 15 anni.